# Harry Potter: Wizards Unite
Harry Potter: Wizards Unite is een augmented realityspel voor de smartphone. Het spel is ontwikkeld door Niantic en WB Games San Francisco, en uitgegeven door Niantic onder licentie van Portkey Games. Het spel is gebaseerd op de Harry Potter Wizarding World mediafranchise, bedacht door J.K. Rowling.
Het spel werd gelanceerd voor Android en iOS op 21 juni 2019. Op 2 november 2021 werd aangekondigd dat het spel op 6 december 2021 uit de App Store, Google Play en Galaxy Store gehaald zou worden, en dat het spel op 31 januari 2022 beëindigd zou worden.

## Gameplay
De gameplay van Harry Potter: Wizards Unite is vergelijkbaar met die van Pokémon GO, waarbij spelers de spelwereld via een smartphone kunnen bekijken. Met het spel kunnen spelers vechten tegen mythische beesten uit de Harry Potter-serie en Fantastic Beasts-franchise. Spelers kunnen hun afdeling, hun toverstok en hun beroep kiezen: professor, schouwer of magizoöloog.
Na het aanmaken van een account maakt de speler een avatar. De locatie van de avatar hangt af van de geografische locatie van het apparaat. De speler reist vervolgens de echte wereld rond om "verwarde" items en wezens te vinden en deze te "ontwarren". De speler kan ook stoppen bij herbergen (om spreukenergie aan te vullen), kassen (om toverdrankingrediënten te verkrijgen, en nieuwe ingrediënten te kweken) en forten (om duistere tovenaars en beesten te bestrijden). Terwijl de speler zich in de echte wereld beweegt, beweegt zijn avatar op de kaart van het spel.
In april van 2020 introduceerde Wizards Unite de "Knight Bus" waarmee spelers kunnen deelnemen aan magische uitdagingen in virtuele forten, ongeacht de fysieke locatie van de spelers. Dit was een gevolg van de wereldwijde lockdowns tijdens de COVID-19-pandemie.

## Lancering
Een eerste gameplay-video voor het spel werd uitgebracht in maart 2019, deze video bevatte beelden van een speler die zich verdedigde tegen een dementor en een aanval van een weerwolf. Op 11 maart 2019 werd de pre-registratie op Google Play en de site van Niantic geopend voor de app en werden nieuwe beelden van het spel vrijgegeven door Niantic. Op 17 april 2019 werd een bètaversie van het spel uitgebracht in Nieuw-Zeeland. Op 24 april 2019 was er een foutieve e-mail verzonden waarin stond dat de game in Australië zou worden gelanceerd voor bètatests. Op 26 april 2019 werd de game ook gelanceerd in Australië voor bètatests, maar enkele uren later bevestigde Niantic dat het wéér een fout was en werd het verwijderd uit de App Store. De game is op 2 mei 2019 opnieuw uitgebracht in Australië. Het spel werd op 20 juni 2019 in de Verenigde Staten en het Verenigd Koninkrijk uitgebracht, een dag eerder dan voorheen aangekondigd. De volgende dag op 21 juni 2019 werd het spel wereldwijd speelbaar.

## Beëindiging
Op 2 november 2021 werd aangekondigd dat het spel zou gaan stoppen . Het spel was vanaf 6 december 2021  niet meer te downloaden. Spelers van het spel kunnen nog doorspelen tot 31 januari 2022. De aankondiging dat het spel ging stoppen kwam voor veel spelers geheel onverwachts, ondanks dat Niantic kort daarvoor ook had aangekondigd het spel Catan: World Explorers te beëindigen, maar dit spel zat nog in de testfase en was nog niet geheel gelanceerd. Het laatste evenement in het spel werd op 12 januari 2022 gespeeld en werd door veel spelers gezien als afscheid van het spel.

## Ontvangst en omzet
Het spel won de "People's Voice Award" voor "Technical Achievement" en werd uitgeroepen tot Honoree voor "Best Game Design" bij de Webby Awards in 2020. Een andere nominatie bij de 2020 Webby Awards was voor "Family & Kids".
Het spel heeft in de eerste maand na de lancering meer dan 12 miljoen dollar aan inkomsten gegenereerd. De totale inkomsten van het spel werd in mei 2021 geschat op ongeveer 37 miljoen Amerikaanse dollar.